# Marcación por reloj

Puntos de un reloj de 12 horas

Una marcación por reloj, o dirección por reloj, es la dirección de un objeto observado desde un vehículo, normalmente un barco o un avión, en relación con la orientación de dicho vehículo o nave del observador, teniendo en cuenta que una hora equivale a 15º. Hay que considerar que el vehículo tiene un delante (12h), un detrás (6h), un cuarto al lado izquierdo (9h) y un cuarto al lado derecho (3h).
Estas direcciones pueden tener nombres especializados, tales como proa y popa para un barco, o morro y cola para un avión. Entonces, el observador mide u observa el ángulo que hace la intersección de la línea de visión del objeto observado con el eje longitudinal, de la nave o vehículo, utilizando la analogía de la esfera del reloj .
Es una práctica que se originó en la aeronáutica, pasado a la jerga militar y después al lenguaje común, Esencialmente, consiste en designar una dirección en horas de la esfera del reloj .

## Descripción

Si la dirección que sigue la nave es el norte (las 12 en punto al dial de un reloj), Este = 3H, Sur = 6H, Oeste = 9H

En esta analogía, el observador imagina la nave o el vehículo situados en una esfera de reloj horizontal con la parte delantera a las 12:00 de dicha esfera.    
. Descuidando la eslora de la embarcación, y suponiendo que está en proa, observa el número de tiempo que se encuentra en la línea de visión. Por ejemplo, a las 12 en punto significa directamente delante, a las 3 en punto significa directamente a la derecha, a las 6 en punto significa directamente detrás ya las 9 significa directamente a la izquierda .
Este método de seguimiento funciona por analogía con la esfera del reloj. Quien recibe una indicación de este tipo debe interpretar la hora que se le da como aquél para el que la búsqueda pequeña está en la dirección apuntada. Matemáticamente hablando, el ángulo (dirigido en el sentido de las agujas del reloj, antitrigonométrico) entre la dirección que mira al sujeto y la dirección del objeto indicado es 30 veces la hora indicada, en grados .
En la práctica, para decir "enemigo al frente" se dice "enemigo a las 12".
A diferencia de las indicaciones que dan los puntos cardinales, esta indicación es, pues, relativa a la posición de la persona que envía el mensaje.
Dado que la frase estereotipada "objetivo a las 5 en punto" indica no sólo el valor del ángulo, sino los objetos marcados por el ángulo descrito, la hora no es una unidad de medida del ángulo estrictamente hablando.
TSin embargo, esta unidad sólo admite 12 valores. Al tratarse de una conveniencia oral, sería ridículo decir "objetivo a las siete y media" por "165° desde su dirección". Para indicaciones más precisas, volvemos a los grados. En la película Shaun of the Dead, uno de los personajes señala un enemigo " cuartos de mediodía ", después a" 11:45 am ". Esta indicación sólo confunde al tirador. Por eso la película es una parodia que hay tanta absurdidad.
En la Segunda Guerra Mundial los pilotos de aviones necesitaban un método rápido para comunicar la posición relativa del enemigo para lo que el sistema de marcación por reloj era ideal. Los artilleros de un bombardero, u otro avión del escuadrón, debían mantenerse informados para una respuesta inmediata. Sin embargo, en la aviación, una marcación por reloj se refiere a una dirección horizontal. Los pilotos necesitaban una dimensión vertical, por lo que complementaron la marcación por reloj con la palabra alta o baja para describir la dirección vertical; p. ej., 6 en punto de alto significa detrás y por encima del horizonte, mientras que 12 en punto bajo significa delante y por debajo del horizonte . 